# Stazione di Laytown
La Laytown railway station è una stazione ferroviaria che fornisce servizio a Laytown, contea di Meath, Irlanda. Fu aperta il 25 maggio 1844 e per un breve periodo, iniziato nel 1913, fu chiamata Laytown & Bettystown. Attualmente l'unica linea che vi passa è il Northern Commuter della Dublin Suburban Rail, e dal 2015 vi transiteranno anche i treni della Dublin Area Rapid Transit, Linea2.

## Servizi
- Servizi igienici
- Capolinea autolinee
- Biglietteria a sportello
- Biglietteria self-service
- Distribuzione automatica cibi e bevande